# 磁気生理学
磁気生理学（じきせいりがく）とは、神経、脳、筋肉、心臓やその他の組織または細胞の磁気的性質と生理機能との関係を解明する生理学の一部門、またはそれに用いられる実験技術である。

## 概要
生体電位とは異なり、磁場は影響を受けにくいので体内の深部の信号を明確に捕捉することができる。生体電位は比較的簡易な装置で計測できる反面、生体磁場の検出には超伝導量子干渉素子 (SQUID) や光ポンピング磁力計のような高感度の磁力計を必要とする。

## 歴史
電気生理学が既に19世紀から研究が進められていたのとは対照的に磁気生理学の分野が確立したのは1960年代に入ってからの事だった。アンペールの法則により、生体内で磁場が生じる事は早くから予想されていたものの、微弱な生体磁場を検出可能な十分な感度の磁力計が登場するまで待たなければならなかった。マサチューセッツ工科大学のディビッド・コーエン (David Cohen) が1968年に100万回巻のコイルを用いて、同時に測定された脳波に同期させて加算平均により、α波に対応する脳磁図の計測に成功した。1972年には同じくコーエンによって高感度の超伝導量子干渉素子 (SQUID) を用いて生体磁気が計測された。1970年代以降、SQUIDを用いる手法が普及したことによって発展した。
コーエン達による研究で、心臓の周囲には拍動に伴って10−7〜10−8ガウス（1ガウスは約10−4テスラ）の交番磁場が発生していて、頭部にも10−9ガウスの磁場が左半分から右半分に向かって発生していることが判明した。

## 実験法
実験法としては、外部からの磁気雑音を除くためにシールドルーム内で高感度磁気センサを体の表面などに固定して磁気の計測を行う。磁気センサとしては超伝導量子干渉素子 (SQUID) や光ポンピング磁力計が使用される。また、近年では極低温への冷却が不要でSQUIDよりもダイナミックレンジの大きいトンネル磁気抵抗効果素子の高感度化が進む事により、シールドルームの不要な測定法も開発されつつある。

## 参考図書
- 『生体情報の可視化技術』コロナ社、1997年6月、155-184頁。ISBN 9784339070699。
- 小谷誠「生体磁気計測」『計測と制御』第27巻第3号、1988年、205-211頁、doi:10.11499/sicejl1962.27.205。
- 上野照剛「生体と磁気」『BME』第2巻第10号、1988年、643-650頁、doi:10.11239/jsmbe1987.2.643。
- 石川登、賀戸久「SQUID を用いた生体磁場計測」『応用物理』第60巻第6号、1988年、591-595頁、doi:10.11470/oubutsu1932.60.591。
- 中川恭一、「人体と磁気」 『日本温泉気候物理医学会雑誌』 1990年 54巻 1号 p.13-16, doi:10.11390/onki1962.54.13, 日本温泉気候物理医学会
- 岡井治. "磁場を利用した無拘束生体情報の計測." 電子情報通信学会ソサイエティ大会講演論文集 1995 (1995): 283-284.
- 増田正, 遠藤博史, 武田常広、「筋磁図による筋機能の解析」 『バイオメカニズム』 2000年 15巻 p.63-73, doi:10.3951/biomechanisms.15.63, バイオメカニズム学会
- 小林哲生、「生体磁気計測に向けて」 『磁気学会誌』 2016年 136巻 1号 p.8-9, doi:10.1541/ieejjournal.136.8, 電気学会